# USS Alabama (BB-8)
«Алабама» (BB-8) (англ. USS Alabama (BB-8) — американський пре-дредноут типу «Іллінойс» та четвертий корабель військово-морських сил США, названий на честь штату Алабама.
«Алабама» був закладений 1 грудня 1896 року на верфі компанії William Cramp and Sons у Філадельфії. 18 травня 1898 року він був спущений на воду, а 16 жовтня 1900 року увійшов до складу ВМС США.

## Історія служби
Після введення до строю пре-дредноут «Алабама» увійшов до Північноатлантичної ескадри. Протягом наступних шести років корабель діяв у Мексиканській затоці та Карибському басейні, а потім брав участь в операціях флоту біля східного узбережжя США. У 1904 році «Алабама» з броненосцями «Кірсардж», «Мен» і «Айова», і бронепалубними крейсерами «Олімпія», «Балтімор» і «Клівленд» здійснили візит до Південної Європи. Спочатку американські кораблі зупинилися у Лісабоні, Португалія, перед тим, як здійснити тур до Середземного моря, де перебували до середини серпня 1904 року. Потім вони здійснили перехід через Атлантику, зупинившись на Азорських островах під час руху, і 29 серпня прибули до Ньюпорта, Род-Айленд. 31 липня 1906 року корабель зіткнувся з однотипним пре-дредноутом «Іллінойс».
Наступною важливою місією «Алабами» став похід Великого Білого флоту навколо світу, який розпочався з військово-морського огляду президента Теодора Рузвельта. Далекий похід Великого Білого флоту, що проходив з 16 грудня 1907 до 22 лютого 1909 року, замислювався як демонстрація американської військової могутності, для країн світу, зокрема, Японії.
17 серпня 1909 року, після завершення походу, пре-дредноут був виведений до резерву та відправлений на капітальний ремонт, який тривав до початку 1912 року.
17 квітня 1912 року «Алабама» повернувся на службу до Атлантичного резервного флоту, куди входили вісім інших лінкорів і три крейсери; ці кораблі утримувалися на озброєнні зменшеними екіпажами. У середині 1913 року ВМС почали використовувати Атлантичний резервний флот для підготовки підрозділів морського поповнення.
Наступні три роки корабель залишався в основному неактивним у Філадельфії. 22 січня 1917 року його зробили кораблем для прийому та початкової підготовки морських призовників. Незабаром, 6 квітня, США оголосили війну Німеччині. Через два дні «Алабама» став флагманом 1-ї дивізії Атлантичного флоту, а до кінця війни виконував свою навчальну місію біля східного узбережжя США.
11 листопада 1918 року Німеччина підписала перемир'я, яке закінчило бойові дії в Європі; «Алабама» продовжував підготовку новобранців флоту, хоча зі зниженим рівнем інтенсивності.
7 травня 1920 року «Алабама» був виведений з експлуатації і переданий Військовому департаменту для використання як корабель-мішень. 15 вересня 1921 року його вивели з військово-морського реєстру. У вересні 1921 року авіаційною службою армії США на кораблі були проведені випробувальні бомбардування під керівництвом генерала Біллі Мітчелла. Разом з «Алабамою» у випробуваннях мали бути потоплені старі лінкори «Нью-Джерсі» та «Вірджинія». 23 вересня розпочався перший етап випробувань і включав випробування з використанням хімічних бомб, а також сльозогінний газ та білий фосфор. Після цього були проведені чергові випробування: бомбардувальники S.E.5 та NBS-1 атакували кораблі із застосуванням бомб та кулеметного вогню. 27 вересня 1921 року внаслідок проведених бомбардувань старий пре-дредноут затонув на мілководді.
19 березня 1924 року рештки затонулого корабля були продані на брухт.